# Талаги (селище)
Талаги (рос. Талаги) — селище в Приморському районі Архангельської області Російської Федерації.
Населення становить 1781 особу. Входить до складу муніципального утворення Талазьке поселення.

## Історія
Від 2004 року входить до складу муніципального утворення Талазьке поселення.

## Населення
| 2002 | 2010  | 2012  |
| ---- | ----- | ----- |
| 1619 | ↗1829 | ↘1781 |